# Salvatore Todaro (S 526)
Il Salvatore Todaro è uno dei più recenti sottomarini della classe U212A della Marina Militare Italiana contraddistinto dal distintivo ottico S 526.

## Caratteristiche
È uno dei due sottomarini della classe Todaro, progettati in Germania, ma costruiti in Italia da Fincantieri. Si tratta dei sottomarini convenzionali da piccola crociera (costieri) più moderni al mondo, dotati di propulsione diesel-elettrica affiancata ad un sistema di celle a combustibile indipendente dall'ossigeno. Questo sistema permette la navigazione subacquea continua a moderata velocità per un periodo stimato di due settimane. Inoltre l'elevata silenziosità e la particolare forma dello scafo, rendono il sommergibile poco tracciabile dai sonar e molto efficace rispetto al sistema di rilevamento SOSUS.
I nuovi sistemi di propulsione ossigeno-indipendenti avvicinano maggiormente i nuovi battelli convenzionali al concetto di sottomarino, anziché a quello di sommergibile, favorendo alcune marine (tra cui quella italiana) limitate dalla volontà politica di non applicare la propulsione nucleare ai propri sottomarini principali.

## Storia
Il sottomarino, la cui costruzione è iniziata il 3 luglio 1999 presso il cantiere navale di Muggiano negli stabilimenti della Fincantieri, è stato varato il 6 novembre 2003 alla presenza del Presidente della Repubblica Carlo Azeglio Ciampi e della madrina, la signora Graziella Marina Clodia Todaro, figlia del capitano di corvetta Salvatore Todaro comandante del sommergibile Comandante Cappellini e medaglia d'oro al valor militare della seconda guerra mondiale, alla cui memoria è intitolato il battello. Il Todaro, al termine di un intenso periodo di collaudo in mare, è stato consegnato alla Marina Militare il 29 marzo 2006. Il 14 ottobre 2009, alla presenza del capo di stato maggiore della difesa, generale Vincenzo Camporini, del capo di stato maggiore della Marina Militare, ammiraglio Paolo La Rosa, del sottosegretario alla difesa Giuseppe Cossiga, e a reparti della Marina e aderenti alle associazioni combattentistiche, è stata consegnata presso il porto di Chioggia, la bandiera di guerra, nelle mani del capitano di corvetta Giuseppe Rizzi, comandante dell'unità militare; durante la cerimonia sono state ricordate le vittime delle forze armate in Afghanistan e Simone Neri, il sottocapo di prima classe, morto dopo aver salvato otto persone nella frana di Giampilieri.
Il 23 maggio 2008 il battello è stato impegnato in una missione semestrale in Atlantico per testare in ambiente oceanico i suoi sistemi innovativi. A giugno ha oltrepassato lo stretto di Gibilterra e dopo una sosta a Ponta Delgada nelle Azzorre ha effettuato una navigazione in immersione per 15 giorni giungendo il 4 luglio ad Hamilton capitale di Bermuda e l'11 luglio alla base navale di Mayport vicino a Jacksonville in Florida, per prendere parte insieme a sottomarini a propulsione nucleare della US Navy e al gruppo della portaerei Roosevelt all'esercitazione JTFEX (Joint Task Force Exercise), una tra le più importanti esercitazioni multinazionali nel settore subacqueo. Successivamente nella prima metà di agosto il battello ha raggiunto Norfolk in Virginia e dalla fine di agosto a inizio ottobre Groton nel Connecticut dove ha effettuato delle esercitazioni con mezzi della US Navy, in particolare l'esercitazione CONUS '09 che ha visto coinvolti i nuovi SSN Virginia. Dal 10 al 15 ottobre ha ormeggiato a New York dove ha rappresentato l'Italia Columbus Day e dopo il ritorno a Groton è ripartito per Taranto facendo rientro ai primi di dicembre. Con questa crociera di 15000 miglia il Todaro è stato il primo sottomarino italiano a raggiungere gli Stati Uniti.
In precedenza un'altra unità della Marina Militare Italiana era stata intitolata alla memoria di Salvatore Todaro: si trattava di una corvetta antisommergibile, appartenente alla classe De Cristofaro, in servizio dal 1966 al 1994 che era stata convertita in pattugliatore nel 1990.

## Galleria d'immagini

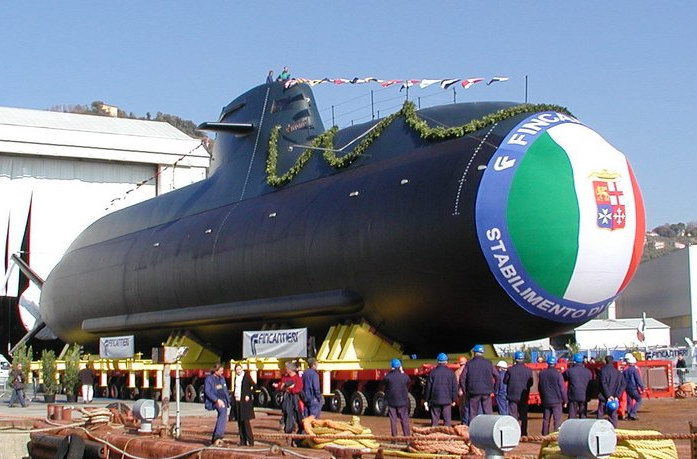
La cerimonia del varo
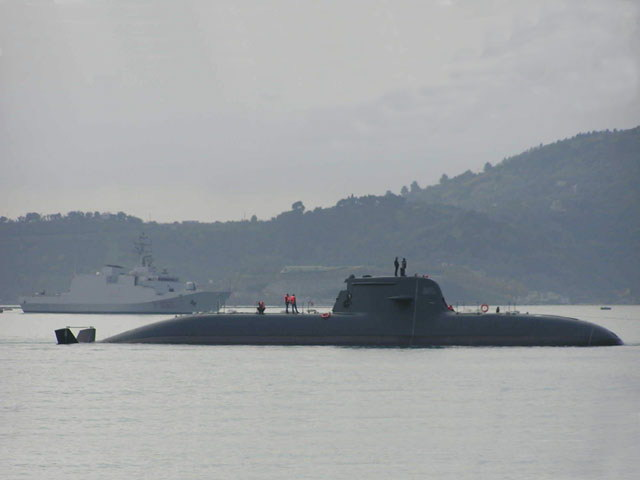
Il Sottomarino Todaro nel 2004 durante il collaudo
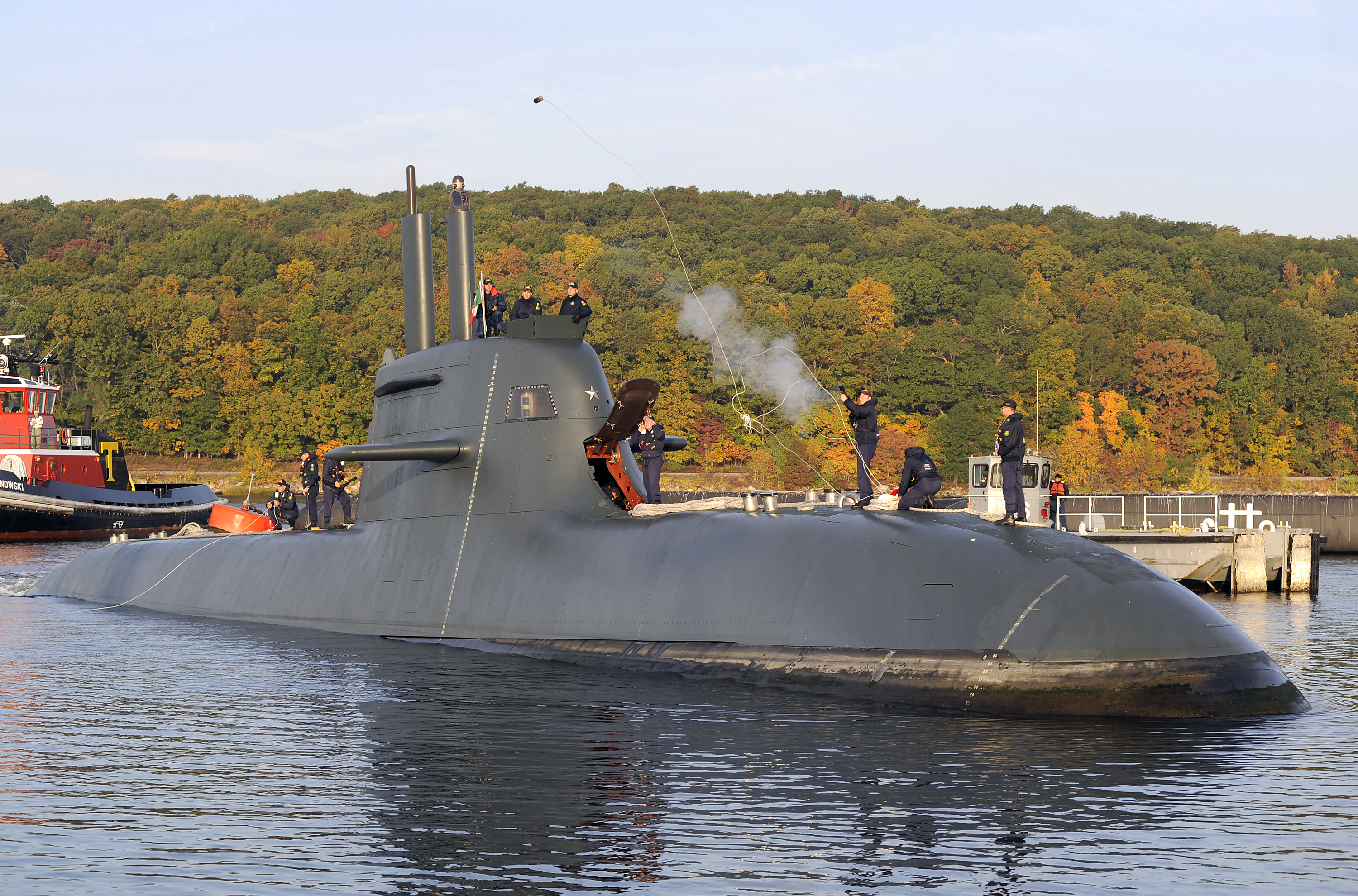
Il battello a New London
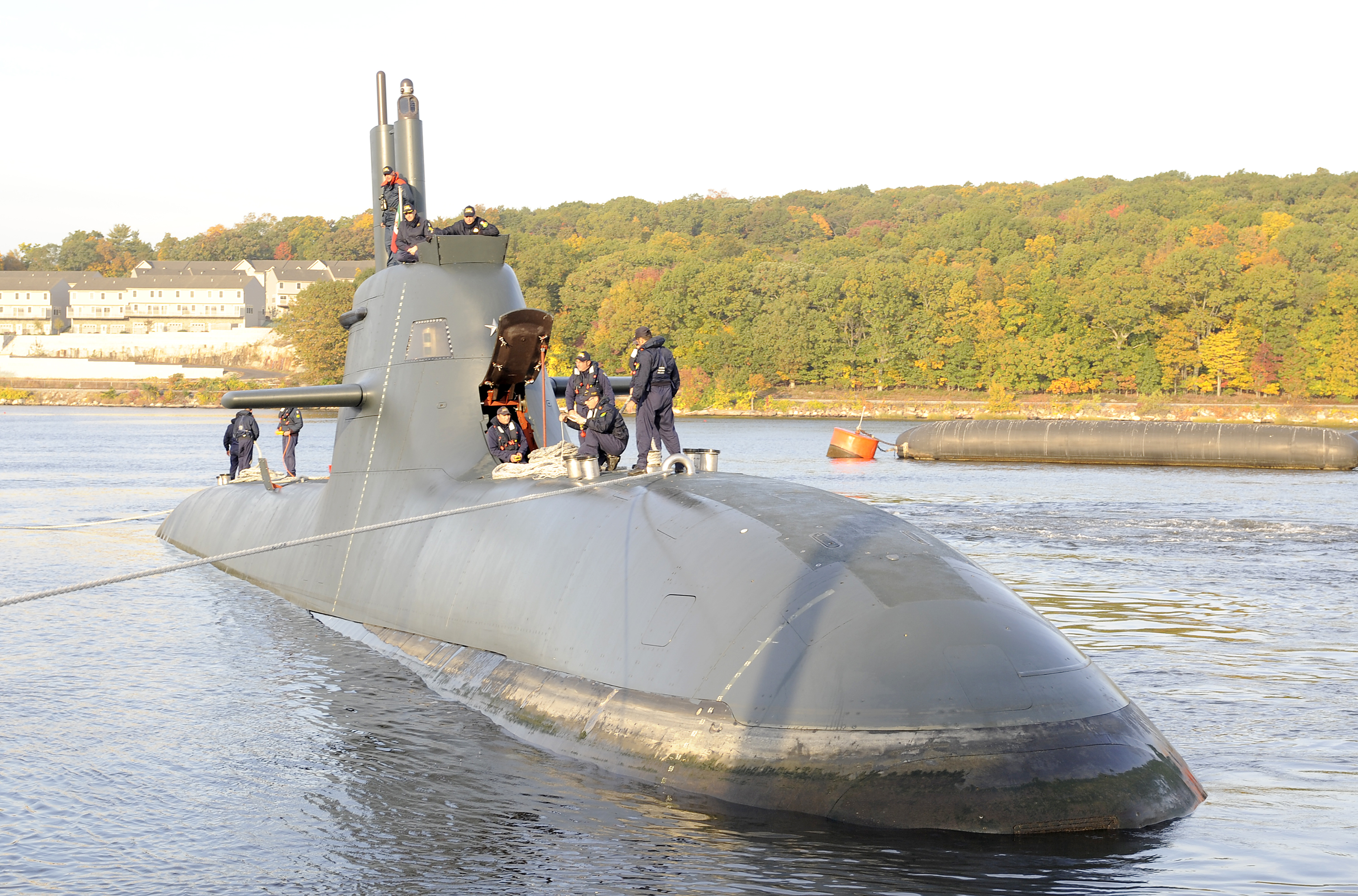
Il sottomarino Todaro a Groton